# Andráskereszt

Az andráskereszt (latinul Crux decussata, másként burgund kereszt) kék alapon fehér vagy fehér alapon kék átlós kereszt. Az andráskereszt vagy harántkereszt a címertanban a mesteralakok közé tartozó heraldikai jelkép. Két harántos pólyából áll. A nevét Szent András apostolról kapta, akit Patrasban egy ilyen kereszten feszítettek meg. Már nagyon korán keresztény vallási jelkép lett. A görög X (khí) betű Krisztus nevének rövidítése volt.
Később ez részben Szent András apostol ikonográfiájában jelent meg több országban, mint pl. a skót, brabanti, braunschweigi, hohensteini és orosz címereken és pénzeken. Az andráskeresztet mint Szt. András keresztjét először 1169-ben, egy tropár-illusztrációban ábrázolták, még merőleges szárakkal.

## Heraldika
Rengeteg zászlón előfordul, leginkább Skóciával és Oroszországgal áll kapcsolatban, azaz kettővel abból a három országból, amelynek Szent András a védőszentje (a harmadik Görögország). A kereszt alakja arra a keresztre utal, amelyen Szent András mártírhalált halt. A skót és az  orosz hadiflotta zászlaján kívül megjelenik Új-Skócia zászlaján is.
A Szent András-kereszt ihlette az amerikai polgárháború idején a Konföderáció zászlaját is. Szent András ünnepén Skóciában kalapokon viselik kitűzőként.
Az igazi andráskereszt mindig kék és fehér, de az elnevezést – hibásan – gyakran használják más zászlókra is, amin átlós kereszt látható, úgymint a kék-sárga Szent Albán-keresztre.

## Más jelentései

Vasúti átjáró táblája

Építészeti szakkifejezésként: általában a favázas falakban fa- és acéloszlopok merevítésére szolgáló szerkezet. A merevséggel nem rendelkező oszlopokat két ferde rúddal kötik össze, amelyek biztosítják a szerkezet merevségét. Erről a jellegzetes X-formáról kapta az elnevezését.
A KRESZ alapján a vasúti átjárókat jelző piros-fehér színű X alakú jelzőtáblát is szokták andráskeresztnek nevezni.
Egyéb formái: andrás, andrásolás, illetve itt: Az András-kereszt és a felkelő nap háborúja.
A szárak szélessége általában a pajzsszélesség és -magasság 2/7-e. Az ennél keskenyebb, 1/7-es pajzsszélességű és -magasságú harántkereszt neve harántkereszt-fonál (de: Leistenschragen). Az angol (és francia) heraldikában a fő mesteralakok (ordinary) közé tartozó mesteralak.
Skócia címere kék alapon ezüst andráskereszt. A brit Union Jack emellett egy másik harántkeresztet, a Szent Patrick-keresztet is tartalmazza, Írország jelképeként. A cári és a mai orosz hadizászlón is (fehér alapon kék) andráskereszt van. Az ácsok a harántkeresztesen futó szerkezeti erősítéseket népiesen andráskötésnek nevezik, melyet a legerősebb kötésnek tartanak.

## A harántkereszt változatai
A harántkeresztnek különféle változatai ismertek. Lehet mesteralakokkak vagy címerképekkel díszített, hullámos, lebegő stb. (Vö. pólya, osztóvonal) A szárai az angol heraldikában végződhetnek leopárdfejekben is.
A vékony harántkereszt (fr: flanchis), a francia heraldikában a kisméretű, lebegő harántkereszt neve, mely általában többesen fordul elő a címerekben. Gyakori a németalföldi heraldikában, látható pl. Amszterdam címerében.
A kis-harántkereszt (en: saltorel), három vagy több olyan kis lebegő harántkereszt, melynek végei a szárakra nem derékszögben vannak levágva, hanem vízszintesen.
A Szent Gyula-kereszt tulajdonképpen keresztvégű harántkereszt (en: Cross of S. Julian, cross crosslet placed saltirewise, saltire crossed). Angliában előfordul a Company of Innholders (a kocsmárosok) címerében, mert Szt. Gyulát tartják a védőszentjüknek.
A négyelt harántkereszt (en: saltire quarterly quartered, parted per cross and saltire, saltire gyronny of eight) szárai középen meg vannak felezve és ezek eltérően vannak színezve (általában két fémmel vagy színnel), és a középen találkozó szárakban a színezés az ellentétes szár mezőiben felcserélődik. Ilyenkor a színtörvény részben sérülhet. Gyakori az angol heraldikában.
A "végein ágakra szakadó", lebegő andráskereszt van a Butler család címerében.
Az alul összekötött harántkereszt (en: a saltire conjoined in base) előfordul az angol Borough of Southwark címerében, mely azonban inkább kereskedőjegynek (en: merchant's mark) tűnik.
A kupolakereszt (de: Kuppelkreuz) olyan közönséges kereszt, mely andráskereszttel van fedve.

Karlista kereszt, azaz ágas harántkereszt, az 1833-ban induló spanyol legitimista mozgalom, a karlizmus jelképe
Burgundiai vagy ág-Andráskereszt, koronával a burgundiai hercegek jelképe
Burgundiai kereszt, azaz ág-Andráskereszt
Burgundiai kereszt, azaz ág-Andráskereszt
Burgundiai kereszt
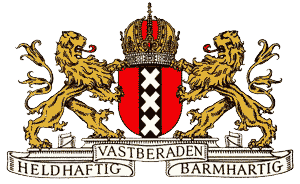
Amszterdam címere kis harántkeresztekkel (fr: flanchis)
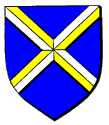
Négyelt harántkereszt See of Wells címerében (a See of Bath-tal való egyesítése előtt)
Ellendarabolt (sakkozott) harántkereszt
Andráskereszt a skót nemzeti zászlóban
Szt. Patrick-kereszt (fr: Croix de saint Patrick, en: Saint Patrick's Cross, de: Patrickskreuz), fehér alapon vörös harántkereszt
Félmankóvégű andráskereszt (de: Halbkrückenschrägkreuz), tulajdonképpen harántos horogkereszt